# Nuevo Brunswick (Nueva Jersey)
Nuevo Brunswick es una ciudad en el condado de Middlesex, Nueva Jersey, Estados Unidos. Se encuentra a 50 km al sur de la ciudad de Nueva York, en el banco sur del río Raritan, a 24 km de su desembocadura. La población de Nuevo Brunswick en el censo de 2020 era de 55 266 habitantes. La ciudad es la sede de condado del Condado de Middlesex.
Nuevo Brunswick fue formada por Royal Charter el 30 de diciembre de 1730 junto con otros municipios en el condado de Middlesex y en el Condado de Somerset. La ciudad fue reformada con los mismos límites por otro Royal Charter el 12 de febrero de 1793, ya que se había dividido en dos barrios, uno al norte y otro al sur. Nuevo Brunswick fue incorporada como una ciudad por un acta de la Legislatura de Nueva Jersey el 1 de septiembre de 1784.
Al ser una sede de condado, la ciudad alberga la mayoría de las oficinas y edificios gubernamentales del condado. También acoge al campus más grande de la Rutgers University y a la University of Medicine and Dentistry of New Jersey (UMDNJ). Es apodada Hub City (Ciudad Puerto) debido a su estatus como un centro urbano importante de Central Jersey, servida por múltiples vías del tren durante el siglo XIX. También es conocida como Healthcare City (La ciudad de la asistencia médica) debido a la alta concentración de instalaciones médicas (el Robert Wood Johnson University Hospital de la UMDNJ y el Saint Peter's University Hospital) y de oficinas corporativas o instalaciones de producción de grandes compañías farmacéuticas tales como Johnson & Johnson y Bristol-Myers Squibb.
Nuevo Brunswick es reconocida por su rica herencia étnica. Hubo un punto en el que un cuarto de la población húngara de Nueva Jersey residía en la ciudad. En la actualidad[¿cuándo?] la mayoría de la comunidad húngara continúa creciendo.[cita requerida]

## Historia

### Orígenes del nombre
Originalmente habitado por los amerindios lenape, el primer asentamiento blanco en el lugar ahora ocupado por Nuevo Brunswick fue creado en 1681. Este fue llamado Prigmore's Swamp de 1681 a 1697 y más tarde Inian's Ferry (1691-1714). En 1714, la joven villa fue nombrada Nuevo Brunswick, en referencia a la ciudad de Brunswick en el estado de Baja Sajonia, Alemania. Brunswick fue una poderosa ciudad en la Liga Hanseática durante el Sacro Imperio Romano Germánico y fue una sede administrativa para el Ducado (y más tarde Principado) de Hannover. Poco después del primer asentamiento en Nuevo Brunswick en Nueva Jersey, Jorge, duque de Brünswick-Luneburgo y elector de Hannover, de la casa de Hannover (también conocida como la casa de Brunswick) se convirtió en el rey Jorge I de Gran Bretaña.

### Periodo colonial
Localizada entre Nueva York y Filadelfia (Pensilvania) junto a un camino conocido como King's Highway (Autopista del Rey) y situada junto al río Raritan, Nuevo Brunswick se convirtió en un puerto importante para viajeros y mercaderes coloniales. Nuevo Brunswick fue incorporada como un pueblo en 1736 y como una ciudad en 1784. La ciudad fue ocupada por los británicos durante el invierno de 1776-1777 durante la guerra de Independencia de los Estados Unidos.
La Declaración de Independencia de los Estados Unidos recibió su tercera lectura pública en Nuevo Brunswick, luego de que fuera leída en Filadelfia luego de su promulgación por el Congreso Continental.

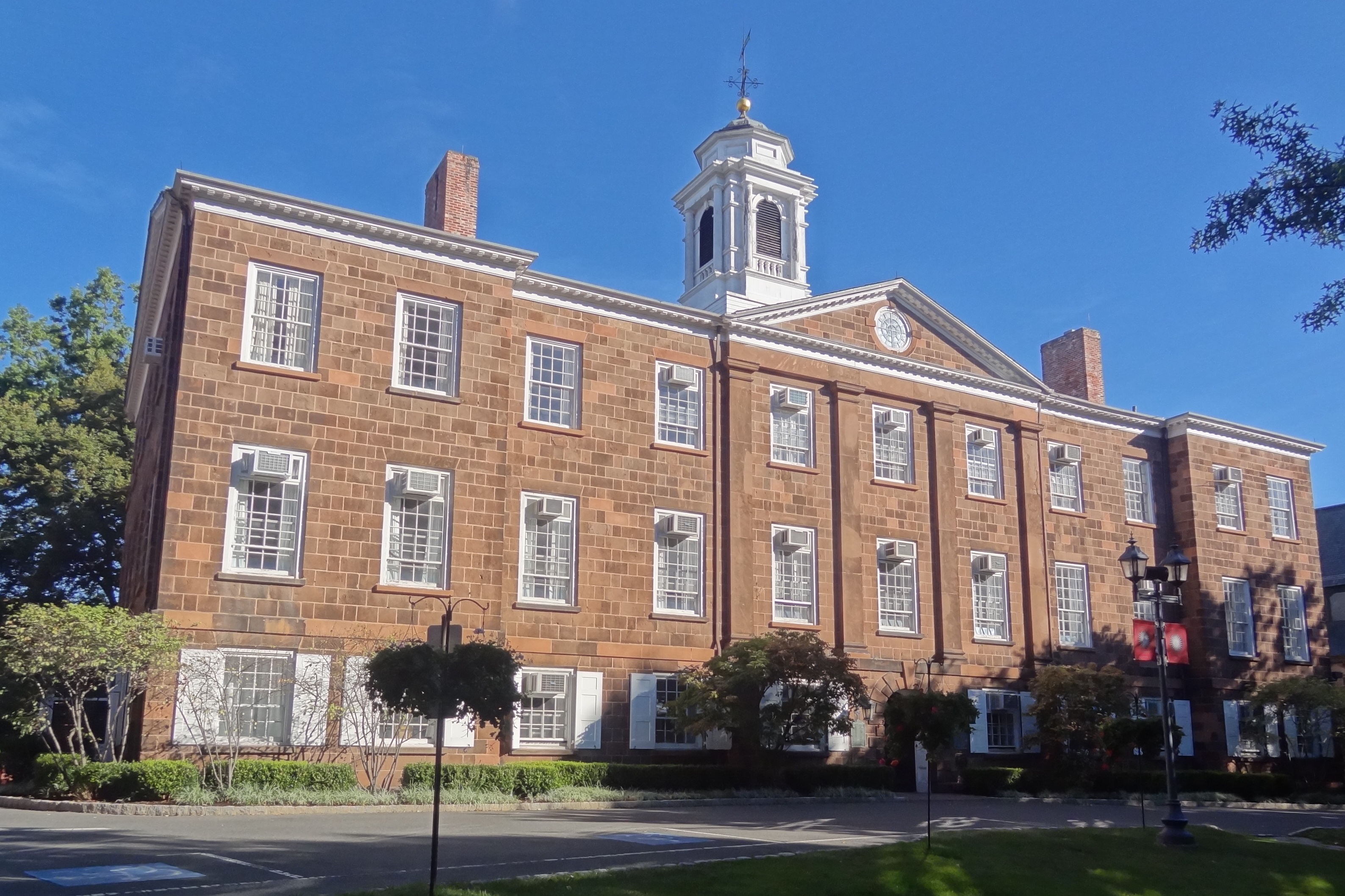
El edificio Old Queens durante invierno, el edificio más antiguo de la Rutgers University, construido entre 1809 y 1825.

Los directores del Queen's College (hoy Rutgers University), fundado en 1766, votaron para establecer la joven universidad en Nuevo Brunswick, seleccionando la ciudad sobre Hackensack, en el Condado de Bergen. Las clases iniciaron en 1771 con un instructor, un estudiante de segundo año (Matthew Leydt) y varios estudiantes de primera año en una taberna llamada "The Sign of the Red Lion" en la esquina de las calles Albany y Neilson, en los terrenos ocupados por la sede corporativa de Johnson & Johnson en la actualidad. Las clases se siguieron impartiendo durante la guerra de la Independencia en varias tabernas, casas prestadas y en el edificio ahora conocido como College Hall en George Street, hasta que el edificio Old Queens fue construido en 1808, el cual todavía permanece como el edificio más antiguo de la universidad. La Queen's College Grammar School (Rutgers Preparatory School en la actualidad) fue establecida en 1766 y compartió instalaciones con la universidad hasta 1830, cuando fue trasladada a un edificio (ahora conocido como Alexander Johnston Hall) frente a Old Queens, al otro lado de la College Avenue. Luego de que Rutgers University se convirtiera en la universidad estatal de Nueva Jersey, los directores de Rutgers separaron la universidad y la escuela, siendo la escuela reubicada en 1957 a un terreno comprado por la compañía Colgate-Palmolive en el municipio de Franklin en el condado de Somerset.
El New Brunswick Theological Seminary, fundado en 1784, se trasladó a Nuevo Brunswick en 1810, compartiendo las instalaciones del Queen's College (este cerraría de 1810 a 1825 debido a problemas financieros, y reabriría bajo el nombre de Rutgers College). El seminario, debido a las diferencias con la misión del Rutgers College como una institución secular, se trasladó a un terreno de 7 acres a menos de 800 metros al oeste, ubicación que todavía ocupa a pesar de encontrarse en el medio del campus de la Rutgers University.

### Comunidad húngara
Nuevo Brunswick inició a atraer inmigrantes húngaros a finales del siglo XIX. Los húngaros fueron atraídos principalmente por las oportunidades de empleo en las fábricas de Johnson & Johnson que se encontraban en la ciudad. Los húngaros se asentaron principalmente en lo que hoy es conocido como el segundo barrio.
La población inmigrante creció hasta el fin del siglo XIX. Durante la Guerra Fría, la comunidad fue revitalizada por la decisión de recibir refugiados de la fallida revolución húngara de 1956 en Campo Kilmer en Edison. A pesar de que la población húngara ha sido suplantada por nuevos inmigrantes, se sigue realizando un Festival Húngaro en la Somerset Street el primer sábado de junio de cada año. Muchas instituciones húngaras han sido establecidas en Nuevo Brunswick y permanecen activas, incluyendo iglesias y grupos de acción cívica.

### Revitalización y redesarrollo
Nuevo Brunswick contiene varios ejemplos importantes de renovación urbana en los Estados Unidos. A mediados del siglo XX, el centro de la ciudad sufrió de decaimiento urbano, ya que los residentes de clase media se mudaban a nuevos suburbios alrededor de la ciudad, un ejemplo del fenómeno conocido como "éxodo blanco". A principios de 1975, Rutgers University, Johnson & Johnson y el gobierno local colaboraron a través de la Compañía de Desarrollo de Nuevo Brunswick (DevCo), gastando $1600 millones para revitalizar el centro de la ciudad y ayudar a vecindarios considerados marginales y peligrosos. El área del Hiram Market, un distrito histórico que para los años 1970 era habitado principalmente por puertorriqueños y dominicanos, fue demolido para construir un hotel Hyatt., un centro de conferencias y un complejo habitacional. Este proceso ha causado controversia y todavía provoca malestar tanto a los preservacionistas históricos, que se oponen a la gentrificación, y aquellos preocupados por abusos de dominio eminente.
El proceso de renovación urbana de Nuevo Brunswick continua, mientras se construyen más complejos habitacionales lujosos en el centro en un intento por atraer personas que trabajan en grandes centros de empleo, como Newark y Nueva York, para que vivan en la ciudad.

## Geografía
Nuevo Brunswick se localiza a 40°29′18″N 74°26′52″O / 40.48833, -74.44778. Según la Oficina del Censo de los Estados Unidos, la ciudad tiene un área de 14,8 km², de los cuales 13,5 km² corresponde a tierra y 1,3 km² a agua (8,8%).
Nuevo Brunswick limita con Piscataway, Highland Park y Edison, al otro lado del río Raritan, al norte, con North Brunswick al suroeste, East Brunswick al sureste y con el municipio de Franklin en el condado de Somerset.

## Demografía
Para el censo de 2000, había 48.573 personas, 13.057 hogares y 7.207 familias en la ciudad. La densidad de población era 3.585,9 hab/km². Había 13.893 viviendas para una densidad promedio de 1.025,6 por kilómetro cuadrado. De la población 48,79% eran blancos, 23,03% afroamericanos, 0,46% amerindios, 5,32% asiáticos, 0,08% isleños del Pacífico, 18,08% de otras razas y 4,24% de dos o más razas. 39,01% de la población eran hispanos o latinos de cualquier raza.
Se contaron 13.057 hogares, de los cuales 29,1% tenían niños menores de 18 años, 29,6% eran parejas casadas viviendo juntos, 18,0% tenían una mujer como cabeza del hogar sin marido presente y 44,8% eran hogares no familiares. 24,3% de los hogares eran un solo miembro y 8,4% tenían alguien mayor de 65 años viviendo solo. La cantidad de miembros promedio por hogar era de 3,23 y el tamaño promedio de familia era de 3,69.
En la ciudad la población está distribuida con 20,1% menores de 18 años, 34.0% entre 18 y 24, 28,1% entre 25 y 44, 11,3% entre 45 y 64 y 6,5% tenían 65 o más años. La edad media fue 24 años. Por cada 100 mujeres había 98,4 varones. Por cada 100 mujeres mayores de 18 años, había 96,8 varones.
El ingreso medio para un hogar en la ciudad fue de $36.080 y el ingreso medio para una familia $38.222. Los hombres tuvieron un ingreso promedio de $25.657 contra $23.604 de las mujeres. El ingreso per cápita de la ciudad fue de $14.308.

## Gobierno

### Gobierno local
La ciudad de Nuevo Brunswick es gobernada bajo un sistema de gobierno municipal Alcalde-Concejo bajo la Ley Faulkner.
Como el cuerpo legislativo del gobierno municipal de Nuevo Brunswick, el Concejo de la ciudad es responsable de aprobar el presupuesto anual, ordenanzas y resoluciones, contratos y nombramientos para juntas y comisiones. El Concejo tiene cinco miembros elegidos por un período de cuatro años. El Presidente del Concejo, elegido por un período de dos años por el Concejo, preside todas las reuniones.
Jim Cahill es el 62° Alcalde de Nuevo Brunswick. Juró como alcalde el 1 de enero de 1991.
El Concejo de la ciudad está formado por el presidente Robert Recine, vicepresidente Elizabeth Sheehan Garlatti, Jimmie L. Cook, Jr., Joseph V. Egan y Blanquita Valenti.
Desde los años 1970 todos los oficiales electos en Brunswick han sido miembros del Partido Demócrata.

### Representación federal, estatal y en el condado
Nuevo Brunswick es parte del 6.º distrito representativo y del 17.º distrito legislativo de Nueva Jersey.
El Sexto Distrito Representativo de Nueva Jersey, el cual cubre porciones del Condado de Middlesex y el condado de Monmouth, es representado por Frank Pallone (D). Nueva Jersey es representado en el Senado de los Estados Unidos por Frank Lautenberg (D, Cliffside Park) y Robert Menendez (D, Hoboken).
El 20.º distrito legislativo de Nueva Jersey es representado en el Senado Estatal por Bob Smith (D, Piscataway) y en la Asamblea General de Nueva Jersey por Upendra J. Chivukula (D, Somerset) y Joseph V. Egan (D, Nuevo Brunswick). El Gobernador de Nueva Jersey es Jon Corzine (D, Hoboken).
El condado de Middlesex es gobernado por una Board of Chosen Freeholders de siete miembros. Los Freeholders del condado de Middlesex son: David B. Crabiel (Director, Milltown), Stephen J. "Pete" Dalina (Vicedirector, Fords), Camille Fernicola (Piscataway), H. James Polos (Highland Park), John Pulomena (South Plainfield), Christopher D. Rafano (South River) y Blanquita B. Valenti (Nuevo Brunswick).

## Educación

### Escuelas públicas
Las Nuevo Brunswick Public Schools ofrecen educación desde parvulario hasta el 12° año. Entre las escuelas del distrito hay escuelas elementales así como la Escuela Secundaria de Nuevo Brunswick y otras escuelas secundarias.

### Educación superior
La ciudad alberga la Universidad Rutgers. Esto permite a la ciudad disfrutar de los frutos de una próspera universidad, incluyendo deportes, conciertos, obras de teatro y otros eventos. Los cinco campus de Rutgers y otros edificios extra se distribuyen por la ciudad y en Piscataway.
Nuevo Brunswick también acoge al Seminario de Teología de Nuevo Brunswick, un seminario de la Iglesia Reformada en América, fundado en 1784, así como a la Robert Wood Johnson Medical School, parte de la University of Medicine and Dentistry of New Jersey.

## Transporte
Nuevo Brunswick es servida por el servicio de trenes Regional y Keystone Service de Amtrak a lo largo del Corredor Noreste.

## Cultura

### Teatro
Tres teatros profesionales, Crossroads Theatre, George Street Playhouse y State Theatre, conforman el corazón de la escena teatral local. El State Theatre alberga al American Repertory Ballet y a la Escuela de Ballet de Princeton. La Rutgers University tiene varias compañías estudiantiles que realizan desde actos de cabaret hasta producciones musicales.

### Museos
Nuevo Brunswick acoge al Jane Voorhees Zimmerli Art Museum en Rutgers University, la galería de arte Albus Cavus, el Museo de Geología de la Rutgers University y el Museo de Agricultura de Nueva Jersey en Cook College.

### Arte
Nuevo Brunswick fue un centro importante para el arte vanguardista en el período entre los años 1950 y los años 1970 con varios artista, incluyendo a Allan Kaprow, George Segal, George Brecht, Robert Whitman, Robert Watts, Lucas Samaras, Geoffrey Hendricks y Roy Lichtenstein, algunos de los cuales enseñaron en Rutgers University. Este grupo de artistas fue conocido como la 'Escuela de Nueva Jersey' o la 'Escuela de Pintura de Nuevo Brunswick'. En 1963 se organizó el YAM Festival con la participación de Dick Higgins, Allan Kaprow, La Monte Young y Wolf Vostell que presentó el Happening TV Burying.

### Música
En adición a las bandas que tocan en los bares de Nuevo Brunswick, la ciudad también ha sido un centro para la música punk y underground, una escena que prospera en shows casi-legales en sótanos residenciales en lugares como Hamilton Street y la antigua Handy Street. Muchas bandas que han desarrollado su base de fanáticos en espectáculos como estos han logrado aclamación nacional e internacional. Incluso la popular banda de indie de los años 1990, Pavement, realizó su debut en la Court Tavern el 9 de agosto de 1990. Algunas de las primeras bandas de la escena punk de New Brunswick son Bouncing Souls, Lifetime, Thursday y Sticks and Stones. Muchas de estas bandas fueron fuertemente sociopolíticos en sus mensajes o por lo menos de un pensamiento independiente, junto con una naturaleza escénica de la ética "Hágalo usted mismo". La canción de Bouncing Souls "Party at 174" hace referencia al antiguo hogar de la banda en 174 Comercial Avenue y la canción de Lifetime "Theme Song For a Nuevo Brunswick Basement Show" recuerda sus humildes inicios. Los espectáculos en sótanos todavía se desarrollan en la ciudad, a pesar de que el Departamento de Policía de Nuevo Brunswick trata de evitarlo multando violaciones de ruido fuertemente. Estos espectáculos no solo presentan artistas locales, sino de todo el país y el mundo.

## Cultura popular
- En la película Harold & Kumar Go to White Castle, los personajes principales tratan de llegar al White Castle en Nuevo Brunswick pero descubren que ha sido remplazado por otro restaurante de comida rápida. En realidad, el White Castle de Nuevo Brunswick permanece abierto las 24 horas en 680 Somerset Street.
- Nuevo Brunswick también aparece en la película The Adventures of Buckaroo Banzai Across the 8th Dimension dirigida por W. D. Richter.
- El 18 de abril de 1872, en Nuevo Brunswick, William Cameron Coup desarrolló un sistema para cargar los equipos de circo y animales en los compartimientos del ferrocarril desde el final del tren, en lugar del antiguo sistema que cargaba desde los lados. Este sistema sería adoptado por otros circos y usado durante la era dorada de los circos de ferrocarril e incluso por el Ringling Brothers and Barnum & Bailey Circus en la actualidad.
- Nuevo Brunswick es el hogar del personaje ficticio Emily Pollifax de la serie de novelas creada por Dorothy Gilman.

## Residentes y nativos notables
- Gary Brokaw (1954- ), antiguo jugador de la NBA.
- Michael Douglas (1944- ), actor.
- Anthony Walton White Evans (1817–1886), ingeniero.
- Jaheim (1979- ), cantante de R&B.
- James P. Johnson (1891-1955), pianista y compositor.
- Joyce Kilmer, poeta.
- Robert Pastorelli, actor.
- Franke Previte, compositor.
- Joe Theismann (1949- ), ex-mariscal de campo de la NFL y antiguo comentador de Monday Night Football.
- William Henry Vanderbilt(1821-1885), hombre de negocios.

## Ciudades hermanadas
- Fukui (Prefectura de Fukui), Japón
- Tsuruoka (Prefectura de Yamagata), Japón
- Debrecen (Hajdú-Bihar), Hungría
- Limerick (Condado de Limerick), Irlanda